# Cedalión

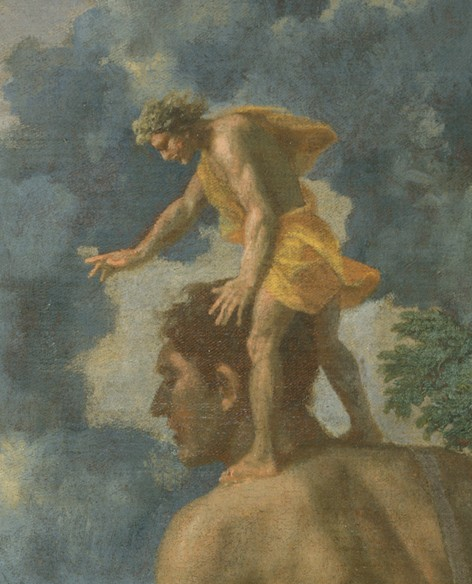
Detalle de la pintura «Paisaje con Orión ciego buscando al Sol» de Nicolas Poussin, mostrando a Cedalión y el gigante Orión.

En la mitología griega, Cedalión (en griego antiguo Κηδαλίων) era un siervo de Hefesto en Lemnos. De acuerdo con una tradición, fue el tutor de Hefesto, a quien su madre Hera confió en la isla de Naxos para que le enseñase el arte de la forja. Kerényi lo compara con los Cabiros, con Quirón y con Prometeo.
La historia más común de Cedalión cuenta su participación en la cura de Orión, quien llegó a Lemnos tras haber sido cegado por Enopión. Orión tomó a Cedalión y puso al joven sobre su hombro para que le guiase al este. Los rayos de Helios restauraron la vista de Orión.
Sófocles escribió la obra satírica Cedalión, de la que se conservan unas pocas palabras. Su trama es incierta, desconociéndose si trataba del cegado de Orión por Enopión y los sátiros de Quíos, probablemente con Cedalión fuera de escena y profetizado, o de la recuperación de la vista en Lemnos. También se ha sugerido que pudiera tratar de la crianza de Hefesto, o de las instrucciones dadas al Orión cegado por los sátiros al servicio de Cedalión. Una de las líneas conservadas sugiere una extrema ebriedad: Burkert interpreta este fragmento como correspondiente a un coro de Cabiros.
Una etimología tradicional es de kēdeuein, ‘tomar al cargo’, ‘cuidar de’, con la que estaban de acuerdo los estudiosos de principios del siglo XIX. Sin embargo, desde Wilamowitz los investigadores apoyan la otra interpretación tradicional, como phallos, en un sentido diferente al del mismo verbo: ‘casarse’ (dicho del novio).
Wilamowitz opina que Cedalión es el enano del relieve del Louvre que representa a Dioniso en el taller de Hefesto.